# Извлечение камня глупости (картина Босха)
«Извлечение камня глупости» («Операция глупости») — картина, приписываемая нидерландскому художнику Иерониму Босху.
Эта картина представляет фольклорную линию в  творчестве художника. В «Извлечении камня глупости» посреди унылого, однообразного пейзажа разместились четыре человека. Рядом со столиком в кресле сидит седовласый простак, над которым стоит врач-шарлатан с воронкой на голове и проводит операцию по удалению «камня глупости». За операцией наблюдают монах и монахиня. Во времена Босха существовало поверье: сумасшедшего можно исцелить, если извлечь из его головы камни глупости. Шарлатанство по Босху — неотъемлемый, обязательный спутник человеческой глупости. Образы шарлатанов у него встречаются весьма часто, особенно в раннем творчестве.
Голландское выражение «иметь камень в голове» означало «быть глупым, безумным, с головой не на месте». Сюжет удаления «камня глупости» прослеживается в голландских гравюрах, живописи и литературе вплоть до XVII в. Орнаментальная надпись вверху и внизу гласит: «Мастер, удали камень. Меня зовут Лубберт Дас».

## Символика
Картина "Извлечение камня" написана в форме тондо (тондо - это круглая по форме картина (сокращение от итал. rotondo — круглый). Такая форма картин была особенно популярна в ренессансной Италии, в частности, во Флоренции). У Босха не раз встречается этот формат. В работах итальянских художников от Боттичелли до Рафаэля тондо — это символ идеала, поскольку круг на плоскости, а шар в пространстве, согласно учению Платона, есть самая идеальная фигура. Но в Северном Возрождении, и у Босха в первую очередь, круг имеет другой смысл — это знак всеобщности, всемирности. Когда нидерландский художник заключает какую-то композицию в круг, мы сразу должны принять к сведению, что этим он подчеркивает, что перед нами не единичный случай, а аллегория всего рода человеческого.
Орнаментальная надпись на чёрном фоне гласит: "Мастер, удали камень. Меня зовут Лубберт Дас". Лубберт — имя нарицательное, обозначающее слабоумного. 
Персонаж с воронкой на голове по одной из версий высмеивается как явление ярмарочного фарса — простачок или муж-рогоносец. По другой версии перевернутая воронка – знак хитрости, обмана — предмет, используемый не по назначению. У Босха часто появляются такого рода символы — вещь, которая находится не на своем месте или используется не так, как ей положено, как знак некой противоестественности. На голове монахини-бегинки, которая присутствует здесь как спутница шарлатана, лежит книга — еще один знак лжемудрости (книга, положенная на голову женщине, понималась как «руководство» для жуликов и обманщиков). Знание помещено не внутри, а снаружи. По другой версии закрытая книга на голове монахини и воронка хирурга соответственно символизируют, что знание бесполезно, когда имеешь дело с глупостью, и что врачевание подобного рода — шарлатанство. Также есть точка зрения, что воронка — это отсыл к алхимии. Пустой кувшин на поясе у врача указывает на неутолимое, безграничное корыстолюбие.
На картине вопреки ожиданиям извлекается не камень, а цветок, ещё один цветок лежит на столе. Существует спорная версия, по которой это тюльпан, который в средневековой символике подразумевал глупую доверчивость и/или обман. Установлено, что тюльпаны появились в Европе не ранее 1530-х годов, то есть через два десятилетия после смерти Босха. В 1956 г. были попытки объяснить связь между камнем и цветком, обращаясь к старым словарям. Установлено, что слово "tulpe" имеет коннотацию (связь) с глупостью, гвоздики — связаны со словом "keyken" (немного камня). Возможно, Босх обратился к символам, чтобы изобразить цветы вместо камней. По другой версии, цветок соотносится с идеей запретных наслаждений, которые в религиозной картине мира и есть не что иное как глупость.
Кинжал, проткнувший кошель пациента, символизирует аферу.
Тапочки под стулом символизируют супружескую верность.
Если присмотреться, то в пейзаже, среди коричневато-рыжих равнин, появляется изображение виселицы и колеса для пыток как знака неизбежной расплаты, может быть, не на этом свете, но в каком-то отдаленном будущем. Виселица, колесо как инструмент пытки и казни, на фонах у Босха встречаются очень часто, потом эти мотивы будут присутствовать и у Брейгеля.

## Вопрос авторства
«Извлечение камня глупости» в 2016-м стало причиной раздора между Музеем Прадо (Мадрид), где хранится картина, и Музеем Северного Брабанта, который устраивал грандиозную выставку Босха на родине художника, в Хертогенбосе. Выставке и 500-летию со дня смерти художника предшествовало многолетнее исследование его работ, инициированное голландским музеем. В Прадо считают, что картина "Извлечение камня глупости" написана Босхом в промежутке между 1500-м и 1510-м годом. Однако голландские исследователи заявили, что эта работа была создана приблизительно в 1510–1520 году — либо в мастерской Босха, либо одним из его последователей. В Голландии собирались выставить её с этикеткой "Голландский художник — последователь Босха", чему воспротивились сотрудники музея Прадо, полагающие, что автор картины — Босх. Испанцы с таким выводом не согласились и в последний момент отказались предоставлять "Извлечение камня глупости" для выставки в Хертогенбосе.

## Другие картины на этот сюжет

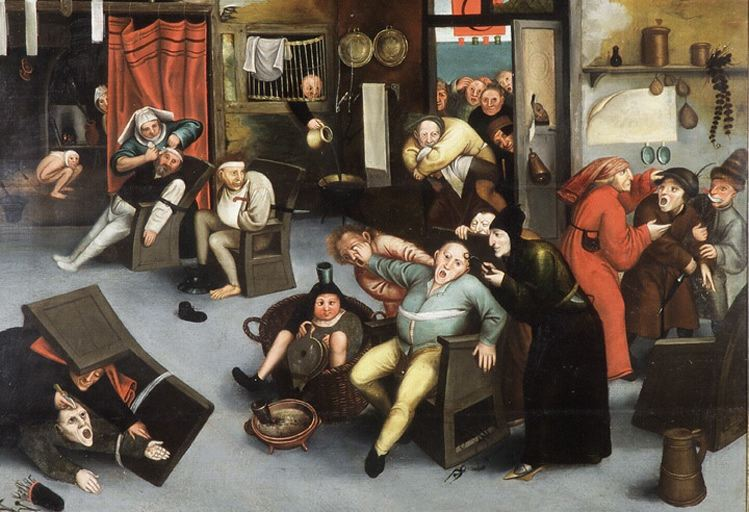
Последователь Питера Брейгеля Старшего. Извлечение камней глупости. Копия ок. 1545—1550. Musée de l'Hôtel Sandelin. Сен-Омер
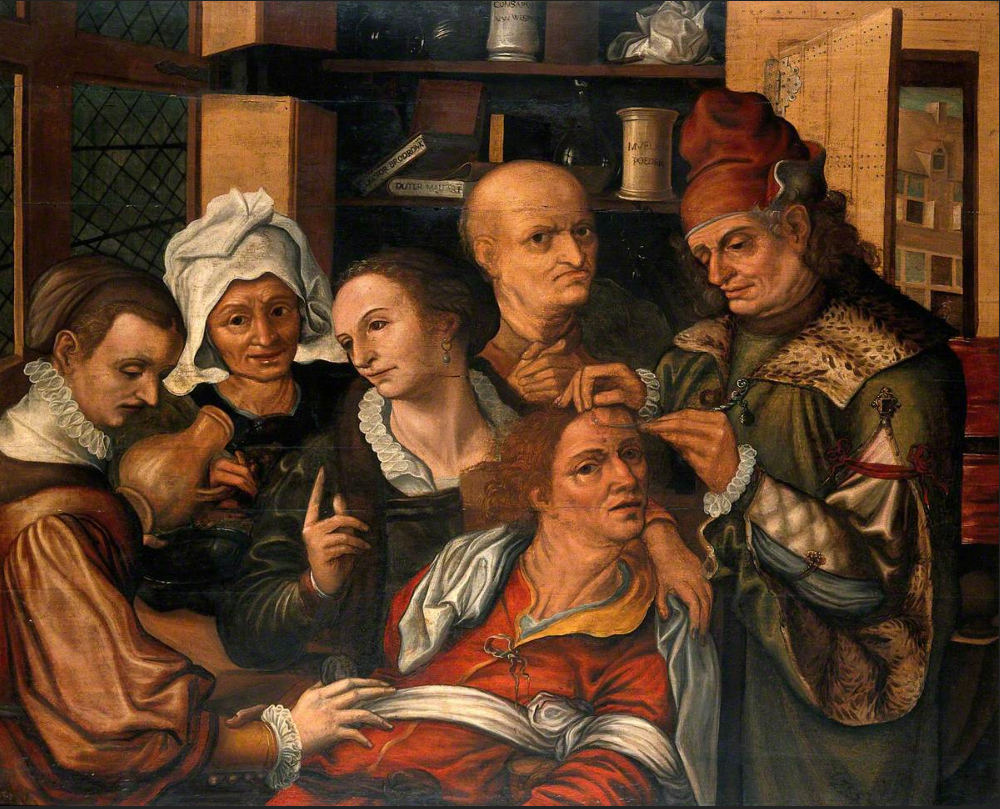
Питер Юйс. Хирург, извлекающий камень глупости. 1545-1577. 106 × 133,5 см. Музей искусства и археологии Перигора, Перигё
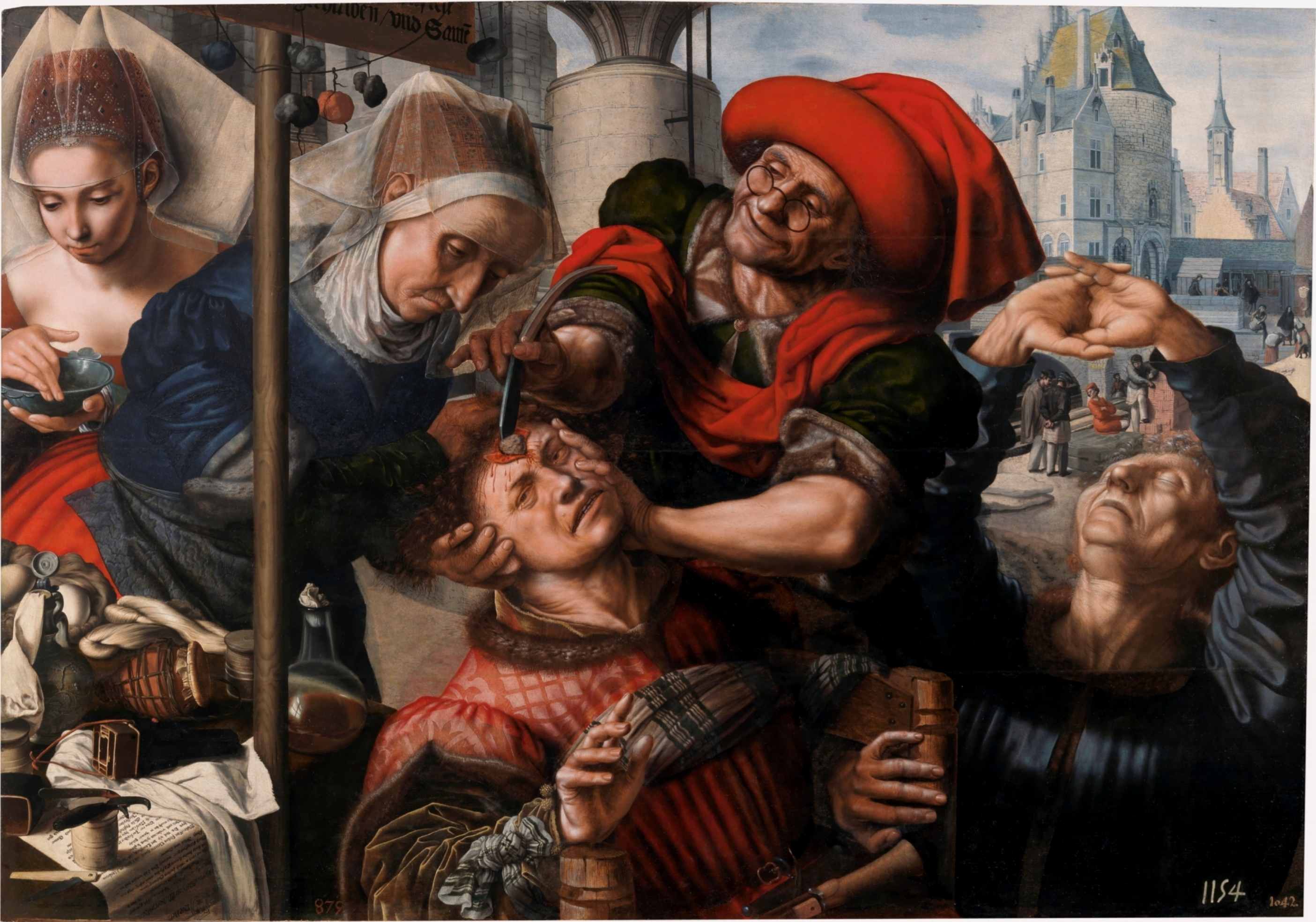
Ян ван Хемессен. Извлечение камней глупости. 1545—1550. 100 × 141 см. Музей Прадо. Мадрид
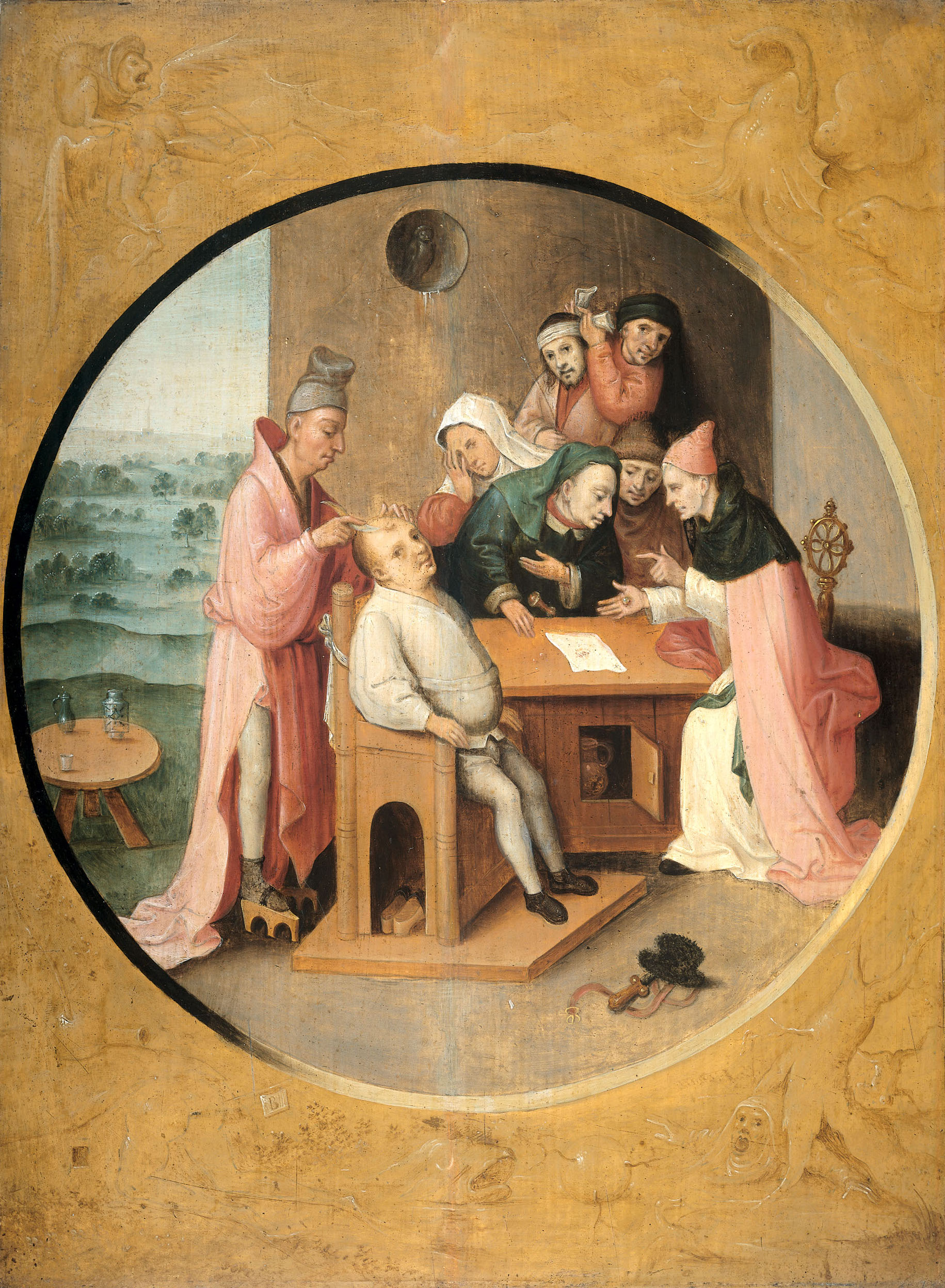
Марцеллус Кофферманс (копия с картины Иеронима Босха). Извлечение камней из головы. Копия ок. 1550—1599. Музей Северного Брабанта. Хертогенбос
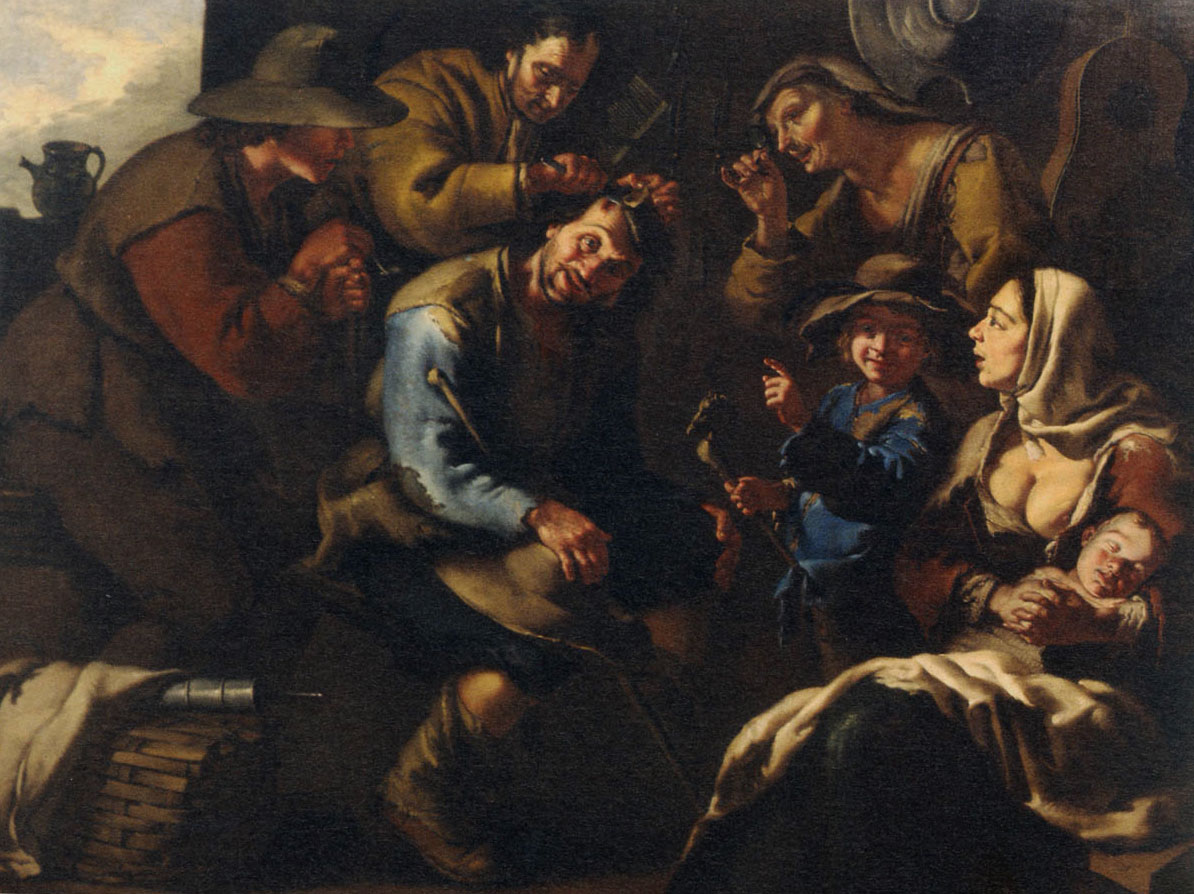
Иль Тодескини. Иссечение Камня Безумия. 175 × 229 см. Музей современного искусства Андре Мальро, Гавр